# Ballıca, Pendik
Ballıca là một xã thuộc huyện Pendik, tỉnh Istanbul, Thổ Nhĩ Kỳ. Dân số thời điểm năm 2010 là 406 người.